# Ulica Floriańska w Siedlcach
Ulica Floriańska  – jedna z głównych ulic w Siedlcach w dzielnicy Śródmieście. Ulica rozpoczyna się na skrzyżowaniu z ul. Józefa Piłsudskiego, na końcu przechodzi w ulicę Torową. Nazwa poświęcona jest świętemu Florianowi.

## Historia
Ulica powstała najprawdopodobniej na przełomie XIX i XX wieku, pierwotnie nosiła nazwę ul. I Dywizji Tadeusza Kościuszki. Początkowo droga brukowa, nawierzchnię asfaltową uzyskała w latach 60. W 1999 r.  oświetlenie od ul. Józefa Piłsudskiego do ul. Brzeskiej zostało wymienione na nowe, stylowe latarnie.

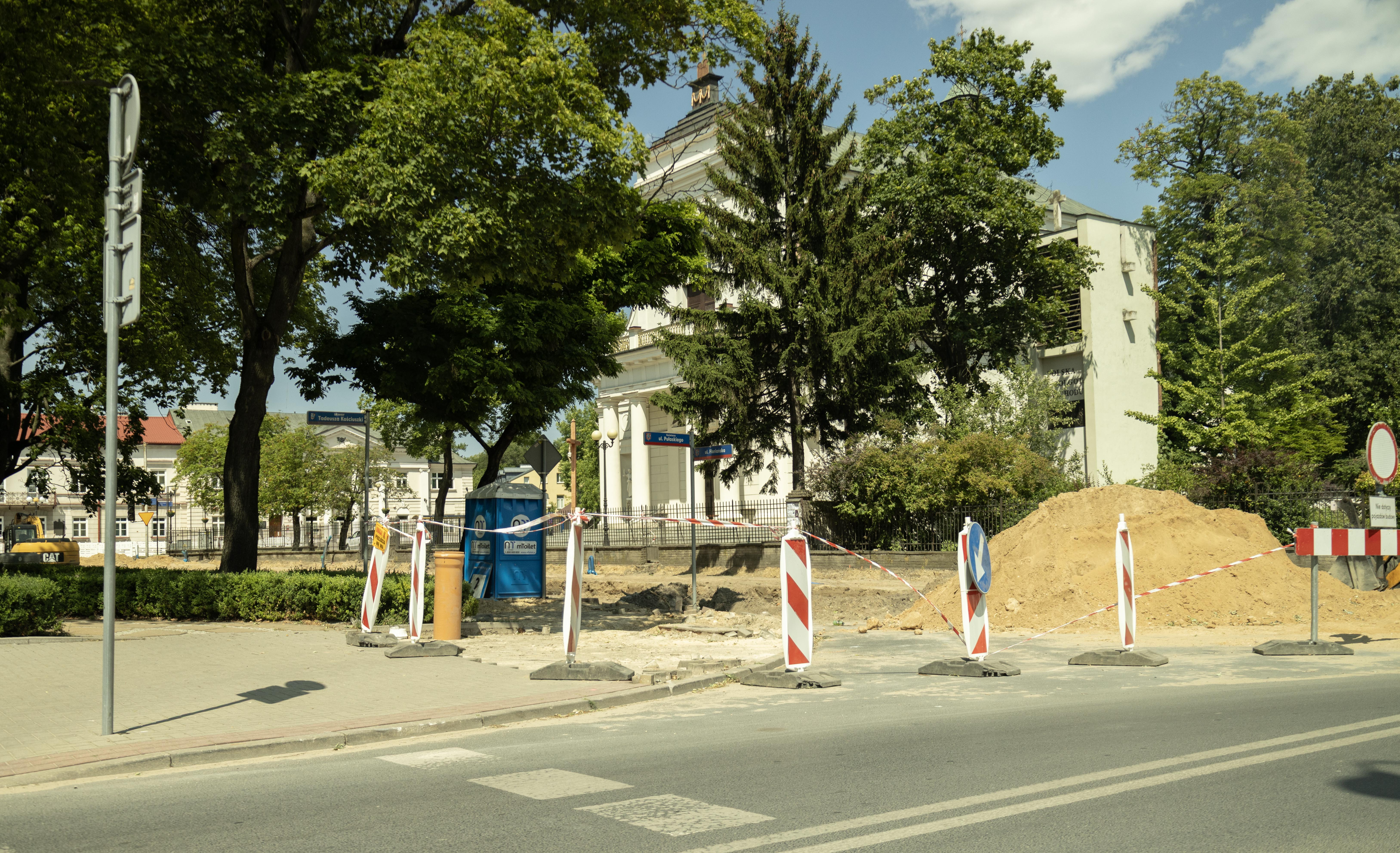
Ulica Floriańska w trakcie prac remontowych

10 czerwca 2025 r. rozpoczęła się gruntowna przebudowa ulicy na odcinku od ul. Piłsudskiego do ul. 3 Maja. Prace objęły branżę sanitarną, wodociągową, deszczową oraz wymianę oświetlenia od ul. Józefa Piłsudskiego do ul. 3 Maja włącznie. W zakres prac wchodzi również przebudowa sygnalizacji świetlnych na skrzyżowaniach ul. Floriańskiej z ul. Piłsudskiego i ul. Floriańskiej z 3 Maja, nowe chodniki, nawierzchnia i podbudowa. U zbiegu ulic Floriańskiej, Brzeskiej, Młynarskiej i Woszczerowicza ma powstać rondo ósemkowe. Prace, zgodnie z umową, mają potrwać 8 miesięcy. Koszt inwestycji to ponad 11,3 mln złotych, z czego pozyskane z Urzędu Marszałkowskiego dofinansowanie wynosi 4 mln zł.

## Obiekty
- Kościół św. Stanisława BM, nr 3
- Skwer im. Tadeusza Kościuszki
- Późnobarokowa plebania z II poł. XVIII w., nr 3 A
- Zabytkowa kamienica, nr 5
- I Liceum Ogólnokształcące im. Bolesława Prusa, nr 10
- Skwer Wileński
- domy jednorodzinne
- salon Peugeot, nr 80

## Komunikacja
Ulicą Floriańską kursują autobusy nr: 3, 4, 7, 9, 11, 12, 22, 24, 29, 30, 31, 32, 33, 35, 38. 